# Johan Degenaar
Johannes Jacobus (Johan) Degenaar  né le 7 mars 1926 à Ladysmith, était un philosophe et professeur émérite de l'université de Stellenbosch, il fut considéré comme l'un des philosophes les plus respectés et les plus influents d'Afrique du Sud. Il est décédé le 22 juillet 2015 .

## Biographie
Degenaar a commencé à étudier la théologie et la philosophie en 1943 à l'université de Stellenbosch, où il a obtenu sa maîtrise en 1948 avec une thèse intitulée Kennis as Lewe (La vie de la connaissance), conseillée par le professeur Freddie Kirsten. Il a continué à étudier le néerlandais et a obtenu une thèse de doctorat sur l'éthique de Max Scheler, conseillée par Helmuth Plessner. En 1951, il obtient son doctorat sous la direction de Kirsten Bosch dans le cadre de sa thèse intitulée Meurtre de la foi (répétant la question de la philosophie). En 1949, il commença à enseigner à l'université de Stellenbosch en philosophie. En 1969, il a été nommé professeur puis chef de département. Paul Cilliers (PhD, 1994) était parmi ses doctorants. Ces rôles qu’il a occupés jusqu’à sa retraite en 1991.

## Travaux
Durant les années 1950, Degenaar s'intéressa principalement au branches de la philosophie relatives à la phénoménologie, à l'existentialisme, à l'esthétique et à la théologique. Il a donné des conférences sur les œuvres de Søren Kierkegaard et, à travers ses cours et ses écrits des références à Albert Camus et à Martin Heidegger. C'est ainsi, qu'il a ouvert les consciences des étudiants Sud-Africains sur les notions de l'existentialisme. Il avait fait sienne cette devise de Socrate Ongeëksamineerde lewe is nie die moeite werd om te leef nie (« Une vie non examinée ne vaut pas la peine d'être vécue »).
Il s'est interrogé sur les dilemmes politiques et éthiques qui se posaient en Afrique du Sud. C'est ainsi que dans les années 1960, il s'est montré très critique à propos de l'idéologie développée par l'apartheid. Il s'est également penché sur les idéologies soutenues sur les plans du nationalisme, du libéralisme et du socialisme du XXe siècle. La faisabilité d'une démocratie pluraliste en Afrique du Sud, l'a préoccupé, aussi a-t-il écrit sur l'ethnicité (dans le domaine anthropologique), sur la violence et sur la relation qui existe entre l'art et la société. Après des affrontements avec les autorités de l'Église réformée néerlandaise, il fut contraint de quitter son poste au département de philosophie, pour être nommé à la tête du département de philosophie politique.

## Publications
- 1951. Die Herhaling van die vraag na die Filosofie. Stellenbosch: US, Unpublished PhD thesis.
- 1955. Søren Kierkegaard, 1813-1855. Standpunte 10(2): 63-65.
- 1962. Eksistensie en Gestalte. Johannesburg: Simondium.
- 1963. Die Sterflikheid van die Siel. Johannesburg: Simondium
- 1963. Op Weg na 'n Nuwe Politieke Lewenshouding. Kaapstad: Tafelberg
- 1965. Evolusie en Christendom. 'n Opstel oor Teilhard de Chardin. Kaapstad: Simondium
- 1966. Die Wêreld van Albert Camus. Johannesburg: APB.
- 1967. Sekularisasie. Pretoria: Academica.
- 1969. Beweging Uitwaarts in samewerking met W. A. de Klerk en Marthinus Versfeld. Kaapstad: John Malherbe.
- 1974. Pluralisme. Standpunte 27(3): 6-21.
- 1976. Moraliteit en Politiek. Kaapstad: Tafelberg.
- 1978. Afrikaner Nationalism. Cape Town: Centre for Intergroup Studies.
- 1978. Christian Responsibility in South Africa's Plural Society. Cape Town: The Centre.
- 1980. Voorbestaan in Geregtigheid: Opstelle oor die politieke rol van die Afrikaner. Kaapstad: Tafelberg.
- 1982. Marxism-Leninism and its implications for South Africa. Cape Town: Academica
- 1982. The roots of Nationalism. Cape Town: Academica.
- 1982. Keuse vir die Afrikaner. Johannesburg: Taurus.
- 1982. Ideologies: ways of looking at South Africa. Cape Town: Dept. of Extramural Studies.
- 1986. Art and the Meaning of Life. Cape Town: Dept. of Extramural Studies.
- 1991. The Myth of a South African Nation. IDASA Occasional Papers 40: 1-20.
- 1996. The concept of Politics in Postmodernism. Politikon 23(2): 54-71.
- 1999. Die spanning tussen Voortbestaan en Geregtigheid. Amsterdam: NZAV.
- 2000. Multiculturalism. How can the human world live its difference? In W.E. Vugt; G.D. Cloete (eds.): Race et reconciliation en Afrique du Sud. Lanham: Lexington Books.
- 2008. La deuxième réflexion. Une sélection de la pensée de Johan Degenaar. Samest.: W.L. van der Merwe en P. Duvenage. Stellenbosch: SUN Press. (In pers.)

## Nominations
- 2004 Alf Kumalo a apporté une contribution majeure dans le documentaire photographique et dans le journalisme en Afrique du Sud. À cet égard le gouvernement sud-africain lui a décerné les insignes dans l'Ordre de l'Ikhamanga (échelon argent)[2].
- 2005 – Le prix Nat Nakasa lui a été décerné pour ses reportages célébrant la liberté de parole et son intégrité[3].